# Howlin' Wolf
Howlin' Wolf (White Station (in de buurt van West Point, Mississippi), 10 juni 1910 – Chicago (Illinois), 10 januari 1976), echte naam: Chester Arthur Burnett, was een Amerikaans blueszanger, gitarist en bluesharpspeler die veel invloed heeft gehad op de bluesmuziek.

## Biografie
Burnett werkte al jong op een katoenplantage en leerde zo de rauwe zelfkant van de maatschappij kennen. Nadat zijn moeder hem als 11-jarige jongen het huis uit gooide, zocht hij onderdak bij zijn oom die hem vervolgens mishandelde. Na twee jaar ontvluchtte hij het huis van zijn oom en liep 120 kilometer naar zijn vader die hem liefdevol opnam in zijn gezin. Zijn vader gaf hem op 18-jarige leeftijd zijn eerste gitaar. Blues-pionier Charley Patton leerde hem spelen.
Na de Tweede Wereldoorlog kreeg Burnett zijn eigen radioshow bij een lokaal station. Daar werd zijn rauwe en doorleefde stemgeluid ontdekt. De platenmaatschappijen boden tegen elkaar op om hem onder contract te krijgen. Hij kwam onder contract bij Chess Records en verhuisde naar Chicago. De jonge gitarist Hubert Sumlin, die hem was gevolgd, werd zijn vaste begeleider tot aan zijn dood in 1976.
Samen met Muddy Waters was hij de meest toonaangevende bluesmuzikant van de jaren '50. Met zijn imposante postuur, 1,98 m en 130 kilo zwaar ("Three hundred pounds of heavenly joy") was zijn voorkomen op het podium indrukwekkend. Met zijn soms ordinaire, dan weer verhalende optreden met een stem als een scheepsboei was hij van grote invloed op Captain Beefheart en Tom Waits. In het openingsnummer van het album Mirror Man (1972) citeert Beefheart bijvoorbeeld uit verschillende door Burnett gespeelde liedjes, waaronder "Wang Dang Doodle", dat speciaal voor Howlin' Wolf geschreven was door Willie Dixon.
Howlin' Wolf was een groot voorbeeld voor de Engelse muziekgeneratie van de jaren 60. Voor The Beatles, The Rolling Stones, Eric Clapton, Jimmy Page was hij een idool. In 1971 nam hij de plaat London Sessions op met onder andere Eric Clapton, Steve Winwood, Bill Wyman en Charlie Watts. Hoewel verguisd door de critici en kenners, werd het de best verkochte bluesplaat ter wereld. Het bracht hele nieuwe generaties voor het eerst in aanraking met de blues. 
Enkele van zijn bekendste nummers zijn "Moanin' at Midnight", "Smokestack Lightning", "Wang-Dang-Doodle", "How Many More Years" en "Killing Floor".
Burnett leed de laatste jaren van zijn leven aan falende nieren. Desondanks bleef hij optreden tot vlak voor zijn dood. Zijn voorlaatste concert was een van de meest memorabele die hij ooit gaf. Een dag later trad hij nog op in zijn stamclub maar moest na afloop naar het ziekenhuis gebracht worden, dat hij nooit meer zou verlaten.
Postuum werd hij in 2012 opgenomen in de Memphis Music Hall of Fame.

## Selectieve discografie
- Moanin' in the Moonlight (opgenomen op 14 en 15 mei 1951 in de Sun Studio in Memphis)[1]
- Howlin' Wolf (ook bekend als The Rockin' Chair Album) (1962)
- The Super Super Blues Band (Howlin' Wolf, Muddy Waters, Bo Diddley)
- The London Howlin' Wolf Sessions
- His Best

## DVD's
- The Howlin' Wolf Story - The Secret History of Rock & Roll (2003)
- Howlin Wolf: In Concert 1970 (2007)
- The American Folk Blues Festival 1962-1966, Vol. 1 (2003)
- Devil Got My Woman

## Boek
- Moanin' at Midnight: The Life and Times of Howlin' Wolf (2005)